# Silvio Baracchini
Silvio Sergio Baracchini (* 28. August 1950 in Genua) ist ein ehemaliger italienischer Wasserballspieler. Mit der italienischen Nationalmannschaft wurde er Olympiazweiter 1976, Weltmeisterschaftsdritter 1975, Weltmeister 1978 und Europameisterschaftsdritter 1977.

## Sportliche Karriere
Der 1,76 Meter große Silvio Baracchini spielte für Rari Nantes Sori, Società Sportiva Nervi und Rari Nantes Camogli.
Bei der Universiade 1970 in Turin gewann Baracchini mit der italienischen Studentenauswahl die Silbermedaille. 1972 bei den Olympischen Spielen in München belegten die Italiener in ihrer Vorrundengruppe den zweiten Platz hinter der sowjetischen Mannschaft. In der Finalrunde spielten die Italiener zweimal Unentschieden und verloren zweimal. Am Ende belegten sie den sechsten Platz. Baracchini war in allen acht Spielen dabei und erzielte ein Tor im Vorrundenspiel gegen Bulgarien. 1973 fand in Belgrad die erste Weltmeisterschaft statt. Die Italiener erreichten die Endrunde und wurden Vierte vor dem punktgleichen US-Team. 1974 bei der Europameisterschaft in Wien belegten die Italiener den fünften Platz hinter den punktgleichen Niederländern. Bei der Weltmeisterschaft 1975 in Cali erreichten die Italiener durch einen zweiten Platz in der Zwischenrunde die Spiele um die Medaillen. Dort belegten die Italiener den dritten Platz hinter den Mannschaften aus der Sowjetunion und aus Ungarn. Einen Monat später siegte Baracchini mit der italienischen Mannschaft bei den Mittelmeerspielen in Algier vor den Jugoslawen und den Spaniern.
1976 fanden die Olympischen Spiele in Montreal statt. Die Italiener gewannen ihre Vorrundengruppe und erreichten in der Hauptrunde zwei Siege sowie zwei Unentschieden und verloren gegen die Ungarn. Damit gewannen die Ungarn die Goldmedaille vor den Italienern, die gegenüber den Niederländern das bessere Torverhältnis aufwiesen. Baracchini wirkte in allen acht Spielen mit und warf sechs Tore. 1977 spielte Baracchini bei der Europameisterschaft in Jönköping. Die ungarische Mannschaft gewann vor den Jugoslawen, dahinter erreichten die Italiener den dritten Platz vor der Mannschaft aus der Sowjetunion. Bei der dritten Weltmeisterschaft hatten die Italiener vor dem letzten Gruppenspiel der Finalrunde bereits gegen die Jugoslawen und das sowjetische Team gewonnen. Im letzten Spiel gegen die Ungarn genügte den Italienern ein Unentschieden. Das Spiel endete mit 4:4. Die Italiener gewannen damit nach Ungarn und der Sowjetunion als drittes Team den Weltmeistertitel.